# Cyperus virens
Cyperus virens är en halvgräsart som beskrevs av André Michaux. Cyperus virens ingår i släktet papyrusar, och familjen halvgräs.

## Underarter
Arten delas in i följande underarter:
- C. v. minarum
- C. v. montanus
- C. v. virens